# Чемпионат мира по трековым велогонкам 1937
Чемпионат мира по трековым велогонкам 1937 года прошёл с 21 по 29 августа в Копенгагене (Дания). Соревнования проводились в двух дисциплинах — в спринте и в гонке за лидером для любителей и для профессионалов отдельно.

## Медалисты
Профессионалы
| Дисциплина       | Золото         | Серебро      | Бронза         |
| Спринт           | Джеф Шеренс    | Ари ван Влит | Альберт Рихтер |
| Гонка за лидером | Вальтер Ломанн | Эрнест Терро | Адольф Шьон    |

Любители
| Дисциплина | Золото              | Серебро    | Бронза       |
| Спринт     | Йохан ван де Вейвер | Пьер Жорже | Хендрик Оомс |